# Ascetocythere bouchardi
Ascetocythere bouchardi är en kräftdjursart som beskrevs av Hobbs och Walton 1975. Ascetocythere bouchardi ingår i släktet Ascetocythere och familjen Entocytheridae. Inga underarter finns listade i Catalogue of Life.